# Signore di Annandale
Signore di Annandale era un antico titolo nobiliare del Regno di Scozia.
Appositamente creato per il clan Bruce, con l'ascesa di re Roberto I di Scozia il titolo non fu più appannaggio della famiglia, e venne ricreato varie volte fino alla definitiva estinzione nel 1536.

## Storia
Il titolo venne creato da re Davide I di Scozia nel 1124 per Robert Bruce, un cavaliere normanno del suo seguito, a cui venne concessa la signoria sulla regione di Annandale, sugli Scottish Borders. Inizialmente poco importanti, i Bruce riuscirono col tempo a divenire una delle famiglie più influenti del regno di Scozia, a partire dal matrimonio di Robert Bruce, IV Signore di Annandale con Isobel di Huntingdon, nipote di re Guglielmo I di Scozia.
Con l'ascesa al trono di Robert Bruce, VII signore di Annandale il feudo venne assorbito dalla Corona di Scozia, salvo essere dato nel 1312 a suo nipote Thomas Randolph, I conte di Moray. Annandale rimase di proprietà della famiglia Randolph e poi del discendente George Dunbar, X conte di March fino al 1401, quando venne conquistata dal clan Douglas, che ne ottenne il possesso ufficiale otto anni più tardi.
Dopo il massacro dei Douglas alla cena nera del 1440 il titolo tornò alla Corona, per essere donato nel 1455 ad Alexander Stewart. Suo figlio Giovanni Stewart fu l'ultimo signore di Annandale, e alla sua morte senza figli nel 1536 il titolo divenne estinto, senza essere più ricreato (se non parzialmente, venendo incluso nella contea di Annandale e Hartfell).

## Detentori del titolo

### Signori di Annandale, I creazione (1124)
- Robert Bruce, I Signore di Annandale (1124–1138)
- Robert Bruce, II Signore di Annandale (1138–1194)
- William Bruce, III Signore di Annandale (1194–1212)
- Robert Bruce, IV Signore di Annandale (1212–1245)
- Robert Bruce, V Signore di Annandale (1245–1292), rinuncia in favore del figlio
- Robert Bruce, VI signore di Annandale (1292–1304)
  - John Comyn, III Signore di Badenoch (1295–1296), conquista brevemente Annandale
- Robert Bruce, VII Signore di Annandale (1304–1312), dal 1306 re Roberto I di Scozia

### Signori di Annandale, II creazione (1312)
- Thomas Randolph, I conte di Moray (1312–1332)
- Thomas Randolph, II conte di Moray (1332)
- John Randolph, III conte di Moray (1332–1346)
- Agnes Randolph (1346–1369)
- George Dunbar, X conte di March (1369–1401), perde la signoria in favore dei Douglas
  - Archibald Douglas, IV conte di Douglas, signore non ufficiale per conquista fino al 1409

### Signori di Annandale, III creazione (1409)
- Archibald Douglas, IV conte di Douglas (1409–1424)
- Archibald Douglas, V conte di Douglas (1424–1439)
- Archibald Douglas, VI conte di Douglas (1439–1440)

### Signori di Annandale, IV creazione (1455)
- Alexander Stewart (1455–1485)
- Giovanni Stewart (1485–1536)